# Antônio Leão
Antônio Leão da Silva Neto (São Paulo, 1957 — 19 de novembro de 2020) foi um economista, escritor e pesquisador brasileiro, reconhecido por seus trabalhos de pesquisa no cinema brasileiro.

## Carreira
Leão colecionava filmes em bitola 16mm desde o fim dos anos 60. Na década de 90, passou a catalogar atores de filmes em fichas tipográficas, originando Astros e Estrelas do Cinema Brasileiro, com 1400 biografias, lançado em 18 de junho de 1998. Ele também fundou uma associação para recuperar filmes raros em 16 mm. Mais tarde, lançaria livros como Dicionário de Filmes Brasileiros – Curta e Média-Metragens, com mais de 18 mil filmes com duração de até 60 minutos, e Dicionário de Filmes Brasileiros – Longa-metragem. A primeira edição deste último livro contava com 3.415 verbetes de filmes realizados de 1908 até 2002. Após se esgotar, ganhou segunda edição com apresentação de Silvio Da-Rin, "orelha" de Rubens Ewald Filho e prefácio de Daniel Filho, bem como mais 779 títulos, realizados ao longo da primeira década do século XXI, totalizando 4.194 longas-metragens. O prefácio de Daniel Filho diz: "[nenhuma outra publicação] tem sobre o cinema brasileiro tanta e tão correta informação como este, que o incansável Antônio Leão se propôs a publicar".
Leão lançou em 2018 Super-8 no Brasil: um Sonho de Cinema, um trabalho que cataloga o formato Super-8. Em 18 de dezembro de 2019, lançou a Enciclopédia Mazzaropi de Cinema.
Leão morreu na madrugada de 19 de novembro de 2020 devido a um câncer, deixando a esposa Sonia Prado e três filhos. Miguel Barbieri disse à Veja: "Leão deixa um legado incomparável."